# 星川清親
星川 清親(ほしかわ きよちか、1933年2月23日 - 1996年4月2日）は、日本の農学者。
長野県松本市出身。1956年東京大学農学部農学科卒業、1961年同大学院生物学系研究科農学専攻博士課程修了、農学博士。東大農学部助手、1976年東北大学農学部助教授、1984年教授。定年前に死去した。

## 著書
- 『稚苗の生理と育苗技術 田植機イナ作』農山漁村文化協会 1972
- 『イネの生長 解剖図説』農山漁村文化協会 1975
- 『稚苗・中苗の生理と技術』農山漁村文化協会 1976
- 『料理・菓子の材料図説 1 (スパイス)』柴田書店 1976
- 『料理・菓子の材料図説 2 (フルーツ)』柴田書店 1976
- 『料理・菓子の材料図説 3 (糖・油・粉)』柴田書店 1977
- 『栽培植物の起原と伝播』二宮書店 1978
- 『米 イネからご飯まで』柴田書店 1979
- 『新編食用作物』養賢堂 1980
- 『食べられる山野草 見分け方と採取の楽しみ』主婦と生活社 カラー版ホーム園芸 1982
- 『イラスト・みんなの農業教室』正続　家の光協会 1984
- 『イラスト・みんなの農業教室 3 (水稲の育苗)』家の光協会 1987
- 『イラスト・みんなの農業教室 4 (水稲の増収技術)』家の光協会 1990
- 『イラスト・みんなの農業教室 5 (乳苗稲作)』家の光協会 1994.1

### 共編
- 『作物 その形態と機能』北条良夫共編 農業技術協会 1976
- 『山菜採りの楽しみ 採取の時期・場所・見分け方と料理法』後藤雄佐共著 永岡書店 1983
- 『いも 見直そう土からの恵み』編 女子栄養大学出版部 栄大選書 1985
- 『世界有用植物事典』堀田満,緒方健,新田あや,柳宗民,山崎耕宇共編 平凡社 1989
- 『植物生産学概論』編著 文永堂出版 1993
- 『奇跡のアピオス健康法 ダイエットしながらスタミナがつく!!』監修 広済堂出版 1994
- 『作物入門』角田公正,石井龍一共編修 実教出版 基礎シリーズ 1998

## 論文
- 星川清親 - CiNii